# Гурович, Исаак Яковлевич
Исаак Яковлевич Гурович (7 мая 1927, Днепропетровск, УССР, СССР — 20 февраля 2018, Москва, Россия) — советский и российский психиатр, доктор медицинских наук, профессор. Заместитель директора Московского НИИ психиатрии по научной работе. Заместитель председателя Правления Российского общества психиатров.

## Биография
- 1951 — окончил лечебный факультет 1-го Московского ордена Ленина медицинского института;
- 1951—1952 — врач Вышинской психиатрической больницы в Рязанской области;
- 1953—1958 — начальник медицинской службы части в Вооружённых Силах СССР;
- 1958—1964 — заведующий отделением в московской психиатрической больнице № 4 имени П. Б. Ганнушкина.

С 1964 года научная деятельность и клиническая практика И. Я. Гуровича были связаны с Московским научно-исследовательским институтом психиатрии.
- 1964—1975 — младший научный сотрудник, старший научный сотрудник;
- 1966 — защитил кандидатскую диссертацию на тему «Шизофрения, возникающая или обостряющаяся в период инволюции», кандидат медицинских наук;
- 1971 — защитил докторскую диссертацию на тему «Побочные эффекты и осложнения нейролептической терапии психических заболеваний», доктор медицинских наук;
- 1975—2018 — руководитель отдела клинико-социальной психиатрии, отделения внебольничной психиатрии и организации психиатрической помощи;
- 1984 — присвоено учёное звание «профессор»;
- 1993—2018 — заместитель директора по научной работе.
- 1991—2018 — главный редактор научного журнала «Социальная и клиническая психиатрия»[3].

## Научная и педагогическая деятельность
К сфере научных интересов И. Я. Гуровича относятся:
- клиника психических заболеваний (преимущественно шизофрении);
- психофармакология;
- внебольничная психиатрия;
- научные основы организации психиатрической помощи;
- психосоциальная терапия и психосоциальная реабилитация психически больных.

Профессор Гурович со своими сотрудниками осуществлял во многих регионах России работу по внедрению психосоциальной терапии и психосоциальной реабилитации, переходу от медицинской модели к биопсихосоциальной, полипрофессиональной бригадной модели, а также по созданию новых организационных форм психиатрической помощи. Под его руководством в институте, впервые в стране, создана клиника первого психотического эпизода, а в дальнейшем — сеть из 30 таких клиник в различных городах страны.

## Признание
- 1996: медаль ордена «За заслуги перед Отечеством» II степени — за заслуги перед государством и многолетний добросовестный труд;[4]
- 1997: медаль «В память 850-летия Москвы»;
- 2009: Орден Почёта — за большой вклад в развитие здравоохранения и многолетнюю добросовестную работу;[5]
- 2009: почётный член Российского общества психиатров;
- почётное звание «Отличник здравоохранения».

## Наиболее известные научные труды
И. Я. Гурович — автор около 400 опубликованных научных работ и 10 монографий (в том числе написанных в соавторстве). Наиболее известные из них:
1. Трифтазин в лечении психических заболеваний // М., Медицина, 1970. — 51 с. — 20000 экз. — Соавт.: Г. Я. Авруцкий;
2. Карбидин в лечении больных шизофренией // М, Медицина, 1971. — 28 с. — 20000 экз. — Соавт.: Г. Я. Авруцкий;
3. Фармакотерапия психических заболеваний // М., Медицина, 1974. — 471 с. — 10000 экз. — Соавт.: Г. Я. Авруцкий, В. В. Громова;
4. Рекомендации для родственников лиц, страдающих психическими заболеваниями // М.; Министерство здравоохранения РСФСР, Республиканский дом санитарного просвещения, Московский НИИ психиатрии; 1978. — 500 экз. — Сост.: И. Я. Гурович, С. Я. Рубинштейн;
5. Вопросы внебольничной психиатрической помощи = Problems of extrahospital psychiatric aid / Сборник статей // М.: Труды Московского НИИ психиатрии (т. 84), 1979. — 191 с. — 1400 экз. — Под ред. И. Я. Гуровича;
6. Организационные формы и методы работы психиатрической службы в сельской местности / Методические рекомендации // М., Московский НИИ психиатрии, 1985. — Сост.: И. Я. Гурович и др.;
7. Психиатрическая помощь детям и подросткам за рубежом: достижения, проблемы, перспективы // М., НПО «Союзмединформ», 1991. — Соавт.: Л. Я. Висневская, Е. Б. Любов, Н. К. Асанова;
8. Клинико-организационные предпосылки военно-психиатрической экспертизы / Методические рекомендации // М., Министерство здравоохранения России, 1992. — 500 экз. — Сост. И. Я. Гурович и др.;
9. Динамика показателей деятельности психиатрической службы России (1994—1999 г.) // М.: Медпрактика, 2000. — Соавт.: В. Б. Голланд, Н. М. Зайченко;
10. Фармакоэкономические и клинико-социальные аспекты применения нейролептиков пролонгированного действия в амбулаторной психиатрической практике / Методические рекомендации // М.; Министерство здравоохранения Российской Федерации, Московский НИИ психиатрии; Медпрактика-М, 2000. — В соавторстве;
11. Практикум по психосоциальному лечению и психосоциальной реабилитации психически больных / М., Медпрактика-М, 2002. — 179 с. — Под ред. И. Я. Гуровича и А. Б. Шмуклера;
12. Рисполепт: применение в клинической практике / Сборник статей (приложение к журналу «Социальная и клиническая психиатрия») // М., Медпрактика, 2002. — 48 с. — 2000 экз. — Под ред. И. Я. Гуровича и А. Б. Шмуклера;
13. Метаболические побочные эффекты и осложнения психофармакотерапии / Приложение к журналу «Социальная и клиническая психиатрия» / М., Медпрактика-М, 2003. — Под ред. И. Я. Гуровича и А. Б. Шмуклера;
14. Фармакоэпидемиология и фармакоэкономика в психиатрии // М., Медпрактика-М, 2003. — 264 с. — Соавт.: Е. Б. Любов;
15. Психосоциальная терапия и психосоциальная реабилитация в психиатрии // М., Медпрактика-М, 2004. — 491 с. — 1000 экз. — ISBN 5-901645-76-5. — Соавт.: А. Б. Шмуклер, Я. А. Сторожакова; 2-е издание: М., Медпрактика-М, 2007. — 491 с. — 1000 экз. — ISBN 978-5-98803-087-4;
16. Психиатрические учреждения России: показатели деятельности (1999—2006 гг.) // М., Медпрактика-М, 2007. — 571 с. — 1000 экз. — ISBN 978-5-98803-077-5. — Соавт.: В. Б. Голланд, И. М. Сон и др.;
17. Практикум по психосоциальному лечению и психосоциальной реабилитации психически больных // М., Медпрактика-М, 2007. — 179 с. — 2000 экз. — ISBN 978-5-98803-089-8. — Соавт.: А. Б. Шмуклер, Л. И. Сальникова и др.; под ред. И. Я. Гуровича, А. Б. Шмуклера;
18. Психиатрическая помощь больным шизофренией. Клиническое руководство // М., Медпрактика-М, 2007. — 260 с. — Соавт.: В. Н. Краснов, С. Н. Мосолов, А. Б. Шмуклер;
19. Современные тенденции развития и новые формы психиатрической помощи = Current trends and new service models in mental health care // М., Медпрактика-М, 2007. — 355 с. — 1000 экз. — ISBN 978-5-98803-093-5. — Соавт.: Д. Аддингтон, Т. Н. Асоскова и др.; под ред. И. Я. Гуровича, О. Г. Ньюфельдта;
20. Mental Health Indicators in Russia. A pilot study on availability of the European mindful indicators // Helsinki, Stakes, 2007. — 117 p. — Coavt.: Olga Sakharova, Kristian Wahlbeck;
21. Первый психотический эпизод (проблемы и психиатрическая помощь) / Сборник // М., Медпрактика-М, 2010. — 543 с. — 1000 экз. — ISBN 978-5-98803-229-8. — В соавт.; под ред. И. Я. Гуровича, А. Б. Шмуклера.